# Gran Premi de Portugal del 1959
Resultats del Gran Premi de Portugal de la temporada 1959 de Fórmula 1, disputat al circuit de Monsanto el 23 d'agost del 1959. La pole position fou per Stirling Moss (2' 02. 89) i la volta ràpida per Stirling Moss (2' 05. 070, a la volta 28).

## Resultats
| Posisió | Número | Pilot                  | Categoria:Equips de Fórmula 1 | Voltes | Temps/ Retirada | Posició de sortida | Punts |
| ------- | ------ | ---------------------- | ----------------------------- | ------ | --------------- | ------------------ | ----- |
| 1       | 4      | Stirling Moss          | Cooper - Climax               | 62     | 2h 11' 55" 41   | 1                  | 8     |
| 2       | 2      | Masten Gregory         | Cooper - Climax               | 61     | + 1 Volta       | 3                  | 6     |
| 3       | 16     | Dan Gurney             | Ferrari                       | 61     | + 1 Volta       | 6                  | 4     |
| 4       | 5      | Maurice Trintignant    | Cooper - Climax               | 60     | + 2 Voltes      | 4                  | 3     |
| 5       | 6      | Harry Schell           | BRM                           | 59     | + 3 Voltes      | 9                  | 2     |
| 6       | 10     | Roy Salvadori          | Aston Martin                  | 59     | + 3 Voltes      | 12                 |       |
| 7       | 8      | Ron Flockhart          | BRM                           | 59     | + 3 Voltes      | 11                 |       |
| 8       | 9      | Carroll Shelby         | Aston Martin                  | 58     | + 4 Voltes      | 13                 |       |
| 9       | 14     | Tony Brooks            | Ferrari                       | 57     | + 5 Voltes      | 10                 |       |
| 10      | 18     | Mario de Araujo Cabral | Cooper - Maserati             | 56     | + 6 Voltes      | 14                 |       |
| Ret     | 3      | Bruce McLaren          | Cooper - Climax               | 38     | Transmissió     | 8                  |       |
| Ret     | 1      | Jack Brabham           | Cooper - Climax               | 23     | Transmissió     | 2                  |       |
| Ret     | 7      | Jo Bonnier             | BRM                           | 10     | Motor           | 5                  |       |
| Ret     | 15     | Phil Hill              | Ferrari                       | 5      | Accident        | 7                  |       |
| Ret     | 11     | Graham Hill            | Lotus - Climax                | 5      | Accident        | 15                 |       |
| Ret     | 12     | Innes Ireland          | Lotus - Climax                | 3      | Caixa canvi     | 16                 |       |